# Alexandre Bigot (géologue)
Pour les articles homonymes, voir Alexandre Bigot et Bigot.
Alexandre Bigot (1863-1953) est un géologue français, auteur de nombreux travaux sur l'hydrologie, mais aussi sur l'archéologie et l'histoire de la Normandie .

## Biographie
Alexandre Bigot, né le 15 mars 1863 à Cherbourg et mort le 20 avril 1953 à  Mathieu
Après des études à Cherbourg et Caen, il a soutenu le 7 mars 1890 sa thèse de doctorat ès sciences naturellesen Géologie, intitulée L'archéen et le cambrien dans le nord du massif breton et leurs équivalents dans le Pays de Galles, dirigée par le Pr Hébert, à la faculté des sciences de Paris.
Résidant à Mathieu, professeur de géologie à la faculté des sciences de Caen, il en fut élu doyen de 1907 à 1927. Il succédait au professeur Eugène Eudes-Deslongchamps, son beau-père, et lui-même eut pour successeur le professeur Louis Dangeard. Son mariage avec Emma Eudes-Deslongchamps en 1894 lui fit acquérir l'une des trois belles demeures (le château Saint-Ouen) du village de Mathieu, dans le Calvados, près de Caen, où certaines de ses œuvres sont stockées.
Homme de terrain avant tout, Alexandre Bigot leva la carte géologique de presque toute la Normandie, commencée par son beau-père Eugène, et le père de ce dernier, Jacques-Amand Eudes-Deslongchamps. Après sa retraite, en 1933, il poursuivit ses recherches.
Il est mort en 1953, meurtri par des deuils successifs, la destruction de son laboratoire de l'Université et celle de sa maison des souvenirs de trois générations de géologues normands.
Il a été titulaire de nombreux prix et nommé commandeur de la Légion d'honneur.
Petite anecdote : les Alliés qui ont libéré Mathieu (Anglais et Canadiens), se sont servis de ses cartes lors du débarquement en Normandie du 6 juin 1944. Ils étaient bien perplexes en trouvant Mathieu et non, comme les cartes d'état-major l'indiquaient, Cazelle, cette dernière ayant un rapport avec l'hydrologie de la ville. À l'entrée de Mathieu par la route Est, il est indiqué « Cazelle 1944 ».

### Distinctions
- Commandeur de la Légion d'honneur (1950)[1]

### Hommages

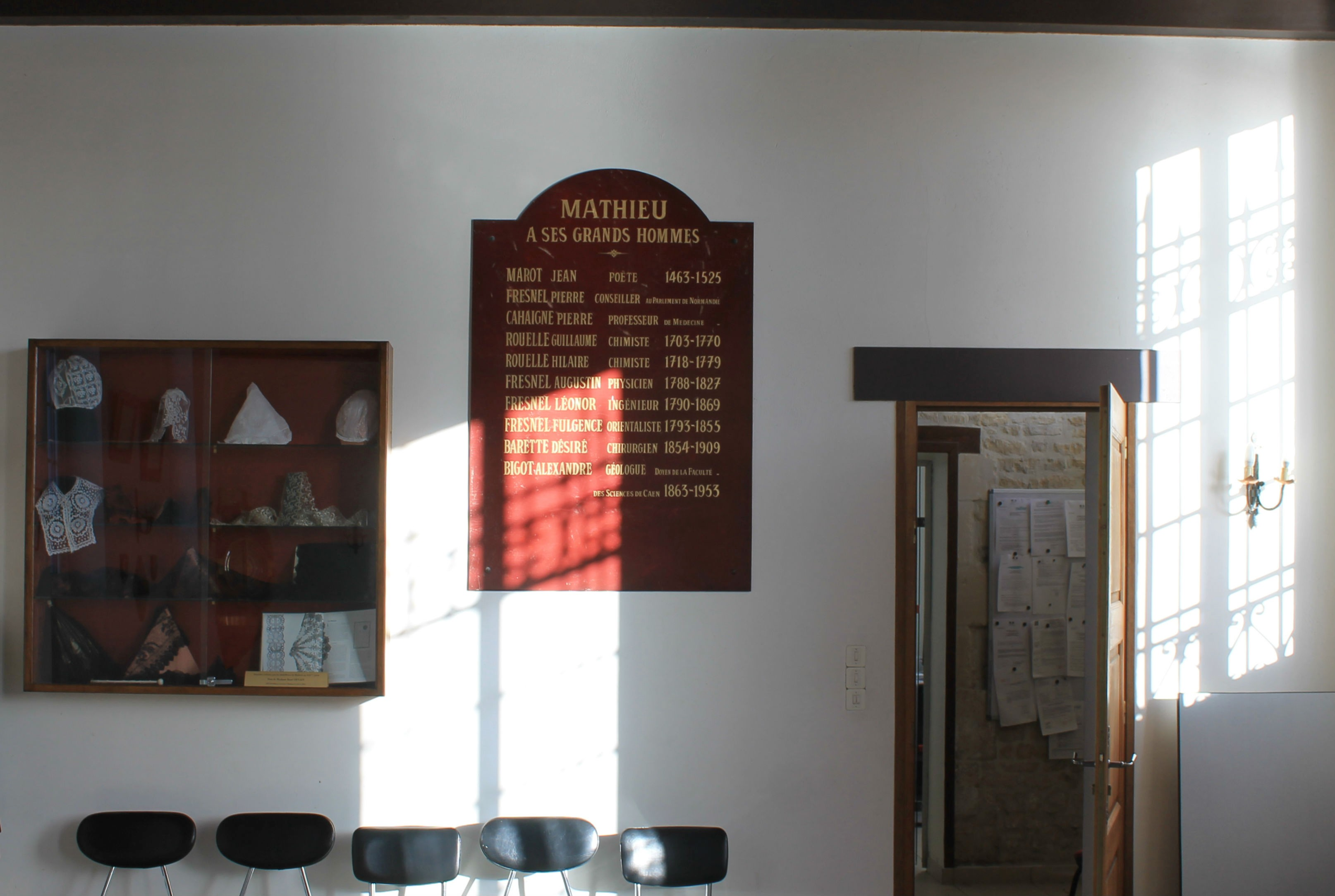
Le nom d'Alexandre Bigot sur la plaque mentionnant les grands hommes de Mathieu, dans la salle de réception de la mairie.

Le nom d'Alexandre Bigot a été donné au début des années 1960 à une rue de Caen, dans le nouveau quartier Calvaire Saint-Pierre construit au nord de la ville après la Seconde Guerre mondiale. Ce choix fut fait en raison de la proximité du campus et de la ville universitaire.